# Hazel Green (Wisconsin)
Hazel Green est un village des comtés de Grant et de Lafayette, dans l'État du Wisconsin, aux États-Unis. En 2020, il comptait une population de 1 173 habitants.